# Poemat dygresyjny
Poemat dygresyjny – odmiana poematu epickiego powstała w epoce romantyzmu. Utwór wierszowany, o charakterze fabularnym, o luźnej, fragmentarycznej kompozycji, najczęściej związanej prowadzącym cały tekst motywem podróży bohatera, a czasem również wątkiem romansowym.
Szczątkowa, epizodyczna fabuła poematu dygresyjnego jest pretekstem do licznych wypowiedzi narratora (dygresji) na tematy aktualne, związane z literaturą (w tym autotematyczne), sztuką, polityką, historią oraz na tematy osobiste. Narrator często odchodzi od opowiadania głównej fabuły na rzecz snucia refleksji na różnorodne tematy, np. natury społecznej, politycznej, artystycznej, zdawania relacji z własnych wspomnień, opisywania uwag, anegdot, rozważań, obaw, przypuszczeń. Narrator często posługuje się ironią, żartem, bywa złośliwy, subiektywny, zachowuje dystans do utworu i jego bohaterów. Celowo akcentowane są sztuczność i literackość fabuły, co służy uwypukleniu kreacyjności, jako podstawowej właściwości sztuki.
Pierwszymi poematami dygresyjnymi były utwory George’a Byrona Wędrówki Childe Harolda oraz Don Juan. Kolejne to m.in. Eugeniusz Oniegin Aleksandra Puszkina, Deutschland. Ein Wintermärchen Heinricha Heinego, Maryna Andreja Sládkoviča oraz El estudiante de Salamanca i El diabolo mundo José de Esproncedy. W literaturze polskiej poematy dygresyjne tworzyli m.in. Juliusz Słowacki (Podróż do Ziemi Świętej z Neapolu, Beniowski), Józef Korzeniowski (Pan Fortunat), Włodzimierz Stebelski (Roman Zero), Maria Konopnicka (Imagina) czy Jacek Kaczmarski (Widzenia na temat końca świata – właściwie tylko szkic do poematu).